# Cornelis Bors van Waveren

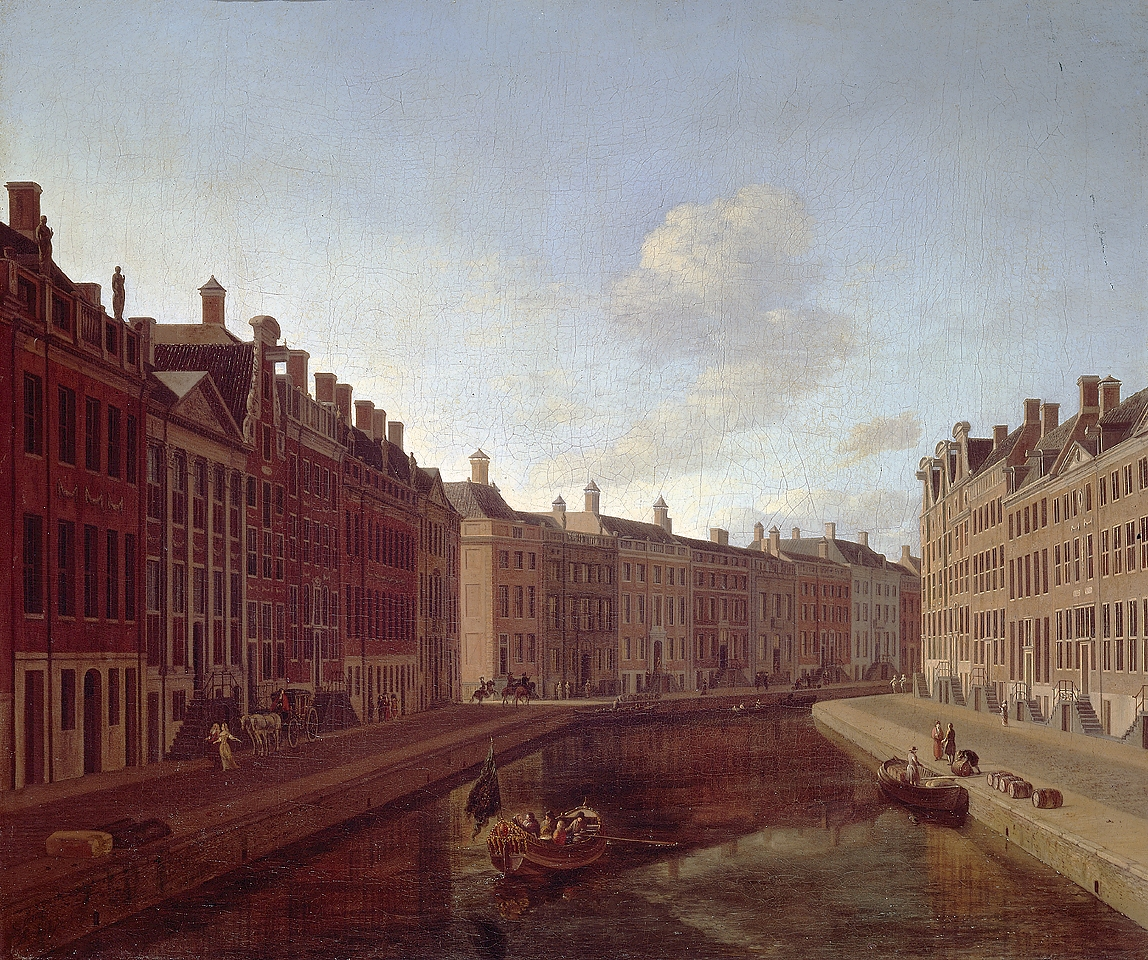
De bocht van de Herengracht met het huis van zijn eerste echtgenote, door Gerrit Berckheyde

Cornelis Bors van Waveren (1662 – 3 februari 1722), heer van Leusden, Hamersveld, etc., was een voornaam ossenweider, bewindhebber van de WIC, pensionaris van de stad Amsterdam, commissaris van de Wisselbank, directeur van de Sociëteit van Suriname tussen 1694 en 1722. Hij was 28 jaar in functie, langer dan menigeen.

## Biografie
Cornelis was de zoon van Gerard Bors van Waveren, een burgemeester van Amsterdam en raadslid in de Admiraliteit van Zeeland en Elisabeth van der Merct, afkomstig uit Middelburg. Hij studeerde in rechten in Orléans en promoveerde in 1684. Als pensionaris werkte hij samen met Joan Huydecoper van Maarsseveen (junior) en Jacob J. Hinlopen. Daardoor raakte Bors van Waveren in de problemen met Hans Willem Bentinck en Romeyn de Hooghe, die een spotprent had gepubliceerd met de niet-prinsgezinde burgemeesters.
Bors van Waveren was schatrijk. Hij werd de eigenaar van Landgoed Bosbeek in 1690. In 1682 had Cornelis al grond gekocht in Heemstede in de nabijheid van Rustmeer, in 1696 wist hij ook het ernaast gelegen Meervliet te kopen, in 1717 nog gecompleteerd met de aankoop van Overtoorn.
Bors van Waveren trouwde met Catharina Popta (1669—1687), die in het kraambed op Herengracht 478 stierf. In 1690 trouwde hij met Catharina Godin (1660—1712), de enige dochter van Paulus Godin, bewindhebber van de WIC en directeur van de Sociëteit van Suriname. Hij werd de zwager van Cornelis Calkoen (1639-1710) en Lucas Trip en was gelieerd aan de familie Witsen. Bors van Waveren  bewoonde het pand van zijn schoonvader, Herengracht 502, sinds 1927 de ambtswoning van de burgemeester en de vier pakhuizen op Keizersgracht 613, 611, 609 (?), 607. Het laatste pand was in gebruik als koetshuis. Hij liet in een onbekend jaar een schip De Twee Juffrouwen Catharina' dopen.
Zijn derde echtgenote was Johanna van Riebeeck. Zij was de dochter van Abraham van Riebeeck en een kleinkind van Jan van Riebeeck en de weduwe van Joan van Hoorn. Zij schreef enkele brieven vanuit Kaapkolonie aan haar ouders met observaties over het landschap en de Hottentotten en bleef op Herengracht 450 wonen. Opnieuw trok Bors van Waveren bij zijn vrouw in. Bors van Waveren was de vader van zeven kinderen en liet 1,1 miljoen gulden na aan twee dochters, die hem overleefden.